# Chris Pitman
Chris Pitman (ur. 25 lutego 1976 w Independence w stanie Missouri) – amerykański multiinstrumentalista, znany przede wszystkim z występów w zespole Guns N’ Roses w którym grał na instrumentach klawiszowych w latach 1998-2016.
Chris Pitman dołączył do Guns N’ Roses w 1998 roku. W zespole pełnił rolę klawiszowca podczas występów na żywo. Wspólnie z Axlem Pitman pisał i nagrywał piosenki (m.in. Madagascar). W 1993 pracował także ze znanym, kontrowersyjnym artystą Lesem Levinem. Studiował na Instytucie Sztuk Pięknych w Kansas City oraz Uniwersytecie Missouri w Kentucky.
Chris jest także założycielem, mającej swoją siedzibę w Los Angeles, organizacji kreującej i popierającej rozwój sztuki koncepcyjno-publicznej – Priory of the North.